# Konjuh (Kruševac)
Konjuh (em cirílico: Коњух) é uma vila da Sérvia localizada na cidade de Kruševac, pertencente ao distrito de Rasina, na região de Rasina. A sua população era de 1000 habitantes segundo o censo de 2011.

## Demografia
| 1948 | 1953 | 1961 | 1971 | 1981 | 1991 | 2002 | 2011 |
| ---- | ---- | ---- | ---- | ---- | ---- | ---- | ---- |
| 1346 | 1382 | 1410 | 1362 | 1377 | 1312 | 1139 | 1000 |